# Мезон
Мезо́н (от др.-греч. μέσος ‘средний’) — адрон, имеющий нулевое значение барионного числа. В Стандартной модели мезоны — составные элементарные частицы, состоящие из равного числа кварков и антикварков. К мезонам относятся пионы (π-мезоны), каоны (K-мезоны) и другие, более тяжёлые, мезоны.
Первоначально мезоны были предсказаны как частицы, являющиеся переносчиками сильного взаимодействия и отвечающие за удержание протонов и нейтронов в атомных ядрах.
Все мезоны нестабильны. Благодаря наличию энергии связи масса мезона во много раз больше суммы масс составляющих его кварков.

## Предсказание и обнаружение
В 1934 году японский физик Х. Юкава построил первую количественную теорию взаимодействия нуклонов, происходящего посредством обмена ещё не открытыми тогда частицами, которые сейчас известны как пионы (или пи-мезоны). Впоследствии Х. Юкава был награждён в 1949 году Нобелевской премией по физике — за предсказание существования мезонов на основе теоретической работы по ядерным силам.
Первоначально термин «мезон» имел смысл «средний по массе», поэтому первым в разряд мезонов попал (из-за подходящей массы) обнаруженный в 1936 году мюон, который назвали μ-мезоном. Сначала его и приняли за мезон Юкавы; однако в 1940-х годах было установлено, что мюон не подвержен сильному взаимодействию и относится, как и электрон, к классу лептонов (поэтому и название μ-мезон является неправильным, так что специалисты обычно его избегают). Первым настоящим мезоном оказался открытый в 1947 году пион, действительно являющийся переносчиком ядерных взаимодействий в соответствии с теорией Юкавы (данную роль он выполняет на расстояниях порядка комптоновской длины волны пиона, составляющей примерно 1,46·10−15 м, в то время как на меньших расстояниях существенный вклад в ядерные взаимодействия вносят более тяжёлые мезоны: ρ-, φ-, ω-мезоны и др.).
До открытия тетракварков считалось, что все известные мезоны состоят из пары кварк-антикварк (т. н. валентных кварков) и из «моря» виртуальных кварк-антикварковых пар и виртуальных глюонов. При этом валентные кварки могут существовать не только в «чистом» виде, но и в виде суперпозиции состояний с разным ароматом; например, нейтральный пион не является ни парой {\displaystyle \mathrm {u{\bar {u}}} }, ни парой {\displaystyle \mathrm {d{\bar {d}}} } кварков, а представляет собой суперпозицию обоих: {\displaystyle ({\mathrm {u{\bar {u}}} }-{\mathrm {d{\bar {d}}} })\,/\,{\sqrt {2}}}.
В зависимости от комбинации значений полного углового момента J и чётности P (обозначается JP) различают псевдоскалярные (0-), векторные (1-), скалярные (0+), псевдовекторные (1+) и другие мезоны. Псевдоскалярные мезоны имеют минимальную энергию покоя, так как в них кварк и антикварк имеют антипараллельные спины; после них следуют более тяжёлые векторные мезоны, в которых спины кварков параллельны. Эти же и другие типы мезонов встречаются в более высоких энергетических состояниях, в которых спин складывается с орбитальным угловым моментом (сегодняшняя картина внутриядерных сил довольно сложна, для детального ознакомления с ролью мезонов, см. Современное состояние теории сильных взаимодействий).
Начиная с 2003 года в физических журналах появлялись сообщения об открытии частиц, рассматриваемых как «кандидаты» в тетракварки. Природа одной из них — мезонного резонанса Z(4430), впервые обнаруженного коллаборацией Belle в 2007 году, была надёжно подтверждена в 2014 году в экспериментах коллаборации LHCb. Установлено, что этот резонанс имеет кварковый состав {\displaystyle \mathrm {c} }{\displaystyle \mathrm {\bar {c}} }{\displaystyle \mathrm {d} }{\displaystyle \mathrm {\bar {u}} } и относится к типу псевдовекторных мезонов.

## Номенклатура мезонов[10]
Имя мезона образуется так, чтобы оно определяло его основные свойства. Соответственно, по заданным свойствам мезона можно однозначно определить его наименование. Способы именования разделяются на две категории, в зависимости от того, имеет мезон «аромат» или нет.

### Мезоны без аромата
Мезоны без аромата — это такие мезоны, все квантовые числа ароматов которых равны нулю. Это означает, что эти мезоны являются состояниями кваркония (пар кварк-антикварк одинакового аромата) или линейными комбинациями таких состояний.
Имя мезона определяется его суммарным спином S и суммарным орбитальным угловым моментом L. Так как мезон составлен из двух кварков с s = 1/2, суммарный спин может быть только S = 1 (параллельные спины) или S = 0 (антипараллельные спины). Орбитальное квантовое число L появляется за счет вращения одного кварка вокруг другого. Обычно больший орбитальный момент проявляется в виде большей массы мезона. Эти два квантовых числа определяют чётность P и (для нейтральных мезонов) зарядово-сопряжённую чётность C мезона:
P = (−1)L+1
C = (−1)L+S
Также L и S складываются в полный угловой момент J, который может принимать значения от |L−S| до L+S с шагом единица. Возможные комбинации описываются при помощи символа (терма) 2S+1LJ (вместо числового значения L используется буквенный код, см. спектроскопические символы) и символа JPC (для обозначения используется только знак P и C).
Возможные комбинации и соответствующие обозначения мезонов даны в таблице:
|                                                                                       | JPC =      | (0, 2…)− +  | (1, 3…)+ −  | (1,2…)− −   | (0, 1…)+ +  |
| Кварковый состав                                                                      | 2S+1LJ = * | 1(S, D, …)J | 1(P, F, …)J | 3(S, D, …)J | 3(P, F, …)J |
| ------------------------------------------------------------------------------------- | ---------- | ----------- | ----------- | ----------- | ----------- |
| {\displaystyle u{\bar {d}}{\mbox{, }}u{\bar {u}}-d{\bar {d}}{\mbox{, }}d{\bar {u}}} † | I = 1      | π           | b           | ρ           | a           |
| {\displaystyle u{\bar {u}}+d{\bar {d}}{\mbox{, }}s{\bar {s}}} †                       | I = 0      | η, η’       | h, h’       | φ, ω        | f, f’       |
| {\displaystyle c{\bar {c}}}                                                           | I = 0      | ηc          | hc          | ψ •         | χc          |
| {\displaystyle b{\bar {b}}}                                                           | I = 0      | ηb          | hb          | Υ **        | χb          |

Примечания:
* Некоторые комбинации запрещены: 0− −, 0+ −, 1− +, 2+ −, 3− +…
† Первый ряд образует изоспиновые триплеты: π−, π0, π+ и т. д.
† Второй ряд содержит пары частиц: φ предполагается состоянием {\displaystyle s{\bar {s}}}, а ω — состоянием {\displaystyle u{\bar {u}}+d{\bar {d}}.} В других случаях точный состав неизвестен, так что используется штрих для различения двух форм.
• По историческим причинам, 1³S1 форма ψ называется J/ψ.
** Символом состояния боттониум является заглавный ипсилон Υ (в зависимости от браузера может отображаться как заглавная Y).
Нормальные спин-чётные последовательности формируются мезонами, у которых P = (−1)J. В нормальной последовательности S = 1, так что PC = +1 (то есть P = C). Это соответствует некоторым триплетным состояниям (указаны в двух последних столбцах).
Поскольку некоторые из символов могут указывать на более чем одну частицу, есть дополнительные правила:
- В этой схеме частицы с JP = 0− известны как псевдоскаляры, а мезоны с JP = 1− называются векторами. Для остальных частиц число J добавляется в виде нижнего индекса: a0, a1, χc1 и т. д.
- Для большинства ψ, Υ и χ состояний обычно добавляют к обозначению спектроскопическую информацию: Υ(1S), Υ(2S). Первое число — это главное квантовое число, а буква является спектроскопическим обозначением L. Мультиплетность опускается, так как она следует из буквы, к тому же J при необходимости пишут в виде нижнего индекса: χb2(1P). Если спектроскопическая информация недоступна, то вместо неё используется масса: Υ(9460)
- Схема обозначений не различает между «чистыми» кварковыми состояниями и состояниями глюония. Поэтому глюониевые состояния используют такую же схему обозначений.
- Для экзотических мезонов с «запрещённым» набором квантовых чисел JPC = 0− −, 0+ −, 1− +, 2+ −, 3− +, … используют те же обозначения, что и для мезонов с идентичными числами PC, за исключением добавки нижнего индекса J. Мезоны с изоспином 0 и JPC = 1− + обозначаются как η1. Когда квантовые числа частицы неизвестны, она обозначается как X с указанием массы в скобках.

### Мезоны с ароматом
Для мезонов с ароматом схема названий немного проще.
1. Имя дает мезону тяжелейший из двух кварков. Порядок от тяжёлого к легкому следующий: t > b > c > s > d > u. Однако у u- и d-кварков аромата нет, вследствие этого они не влияют на название. Кварк t никогда не встречается в адронах, но символ для мезонов, содержащих t, зарезервирован.
| кварк | символ                     | кварк | символ                     |
| ----- | -------------------------- | ----- | -------------------------- |
| c     | D                          | t     | T                          |
| s     | {\displaystyle {\bar {K}}} | b     | {\displaystyle {\bar {B}}} |

Следует отметить тот факт, что с s- и b-кварками используется символ античастицы. Это происходит из-за принятого соглашения о том, что заряд аромата и электрический заряд должны иметь одинаковый знак. Это же верно и для третей компоненты изоспина: кварк u имеет положительную проекцию изоспина I3 и заряд, а кварк d имеет отрицательные I3 и заряд. В результате любой аромат заряженного мезона имеет тот же знак, что и его электрический заряд.
2. Если второй кварк тоже имеет аромат (любой, кроме u и d), то его наличие обозначается в виде нижнего индекса (s, c или b и, теоретически, t).
3. Если мезон принадлежит нормальной спин-чётной последовательности, то есть JP = 0+, 1−, 2+, …, то добавляется верхний индекс «*».
4. Для мезонов, за исключением псевдоскаляров (0−) и векторов (1−), добавляется в виде нижнего индекса квантовое число полного углового момента J.
Подводя итог, получим:
| Кварковый состав                          | Изоспин | JP = 0−, 1+, 2−…        | JP = 0+, 1−, 2+…           |
| ----------------------------------------- | ------- | ----------------------- | -------------------------- |
| {\displaystyle {\bar {s}}u,\ {\bar {s}}d} | 1/2     | {\displaystyle K_{J}} † | {\displaystyle K_{J}^{*}}  |
| {\displaystyle c{\bar {u}},\ c{\bar {d}}} | 1/2     | {\displaystyle D_{J}}   | {\displaystyle D_{J}^{*}}  |
| {\displaystyle c{\bar {s}}}               | 0       | {\displaystyle D_{sJ}}  | {\displaystyle D_{sJ}^{*}} |
| {\displaystyle {\bar {b}}u,\ {\bar {b}}d} | 1/2     | {\displaystyle B_{J}}   | {\displaystyle B_{J}^{*}}  |
| {\displaystyle {\bar {b}}s}               | 0       | {\displaystyle B_{sJ}}  | {\displaystyle B_{sJ}^{*}} |
| {\displaystyle {\bar {b}}c}               | 0       | {\displaystyle B_{cJ}}  | {\displaystyle B_{cJ}^{*}} |

† J опущен для 0− and 1−.
Иногда частицы могут смешиваться. Например, нейтральный каон {\displaystyle K^{0}\,({\bar {s}}d)} и его античастица {\displaystyle {\bar {K}}^{0}\,(s{\bar {d}})} в слабых взаимодействиях, как показали в 1955 году М. Гелл-Манн и А. Пайс, ведут себя как симметричная или антисимметричная комбинации, каждой из которых соответствует своя частица: короткоживущий нейтральный каон {\displaystyle K_{S}^{0}={\begin{matrix}{{\sqrt {2}} \over 2}\end{matrix}}(K^{0}-{\bar {K}}^{0})} с PC = +1, обычно распадающийся на два пиона (π0π0 или π+π−), и долгоживущий нейтральный каон {\displaystyle K_{L}^{0}={\begin{matrix}{{\sqrt {2}} \over 2}\end{matrix}}(K^{0}+{\bar {K}}^{0})} с PC = -1, обычно распадающийся либо на три пиона, либо на пион, электрон (или мюон) и нейтрино.

## Таблица некоторых мезонов
| Частица | Обозначение                          | Античастица                               | Состав                                                                             | Масса, МэВ/c² | S  | C  | B  | время жизни, с |
| ------- | ------------------------------------ | ----------------------------------------- | ---------------------------------------------------------------------------------- | ------------- | -- | -- | -- | -------------- |
| Пион    | π+                                   | π−                                        | {\displaystyle \mathrm {u{\bar {d}}} }                                             | 139,6         | 0  | 0  | 0  | 2,60⋅10−8      |
| Пион    | π0                                   | π0                                        | {\displaystyle \mathrm {\frac {u{\bar {u}}-d{\bar {d}}}{\sqrt {2}}} }              | 135,0         | 0  | 0  | 0  | 0,84⋅10−16     |
| Каон    | K+                                   | K−                                        | {\displaystyle \mathrm {u{\bar {s}}} }                                             | 493,7         | +1 | 0  | 0  | 1,24⋅10−8      |
| Каон    | {\displaystyle \mathrm {K_{S}^{0}} } | {\displaystyle \mathrm {K_{S}^{0}} }      | {\displaystyle \mathrm {\frac {d{\bar {s}}-s{\bar {d}}}{\sqrt {2}}} }              | 497,7         | +1 | 0  | 0  | 0,89⋅10−10     |
| Каон    | {\displaystyle \mathrm {K_{L}^{0}} } | {\displaystyle \mathrm {K_{L}^{0}} }      | {\displaystyle \mathrm {\frac {d{\bar {s}}+s{\bar {d}}}{\sqrt {2}}} }              | 497,7         | +1 | 0  | 0  | 5,2⋅10−8       |
| Эта     | η0                                   | η0                                        | {\displaystyle \mathrm {\frac {u{\bar {u}}+d{\bar {d}}-2s{\bar {s}}}{\sqrt {6}}} } | 547,8         | 0  | 0  | 0  | 0,5⋅10−18      |
| Ро      | ρ+                                   | ρ−                                        | {\displaystyle \mathrm {u{\bar {d}}} }                                             | 776           | 0  | 0  | 0  | 0,4⋅10−23      |
| Фи      | φ                                    | φ                                         | {\displaystyle \mathrm {s{\bar {s}}} }                                             | 1019          | 0  | 0  | 0  | 16⋅10−23       |
| D       | D+                                   | D−                                        | {\displaystyle \mathrm {c{\bar {d}}} }                                             | 1869          | 0  | +1 | 0  | 10,6⋅10−13     |
| D       | D0                                   | {\displaystyle \mathrm {{\bar {D}}^{0}} } | {\displaystyle \mathrm {c{\bar {u}}} }                                             | 1865          | 0  | +1 | 0  | 4,1⋅10−13      |
| D       | {\displaystyle \mathrm {D_{S}^{+}} } | {\displaystyle \mathrm {D_{S}^{-}} }      | {\displaystyle \mathrm {c{\bar {s}}} }                                             | 1968          | +1 | +1 | 0  | 4,9⋅10−13      |
| J/ψ     | J/ψ                                  | J/ψ                                       | {\displaystyle \mathrm {c{\bar {c}}} }                                             | 3096,9        | 0  | 0  | 0  | 7,2⋅10−21      |
| B       | B−                                   | B+                                        | {\displaystyle \mathrm {b{\bar {u}}} }                                             | 5279          | 0  | 0  | −1 | 1,7⋅10−12      |
| B       | B0                                   | {\displaystyle \mathrm {{\bar {B}}^{0}} } | {\displaystyle \mathrm {d{\bar {b}}} }                                             | 5279          | 0  | 0  | −1 | 1,5⋅10−12      |
| Ипсилон | Υ                                    | Υ                                         | {\displaystyle \mathrm {b{\bar {b}}} }                                             | 9460          | 0  | 0  | 0  | 1,3⋅10−20      |